# Бойер, Иан
Иан Бойер (англ. Ian Bowyer род. 6 июня 1951, Little Sutton, Чешир) — английский футболист, полузащитник, наиболее известный своими выступлениями за «Ноттингем Форест», с которым он выиграл множество трофеев, включая два Кубка европейских чемпионов. Также играл за «Манчестер Сити», «Лейтон Ориент», «Сандерленд» и другие клубы. После завершения игровой карьеры работал тренером и скаутом.

## Биография
Иан Бойер родился 6 июня 1951 года в Литл-Саттоне, Англия. Свою профессиональную карьеру он начал в 1968 году в клубе «Манчестер Сити», где дебютировал в основном составе в ноябре 1968 года. В составе «Манчестер Сити» он выиграл Кубок Англии в 1969 году, хотя не участвовал в финале. В следующем сезоне он стал важным игроком команды, сыграв 33 матча в лиге и помог клубу выиграть Кубок лиги и Кубок обладателей кубков УЕФА в 1970 году.
В 1971 году Бойер перешёл в «Лейтон Ориент», где провёл два сезона, став ключевым игроком и лучшим бомбардиром команды в сезоне 1971/72.
В 1973 году он присоединился к «Ноттингем Форест», где провёл большую часть своей карьеры. Под руководством Брайана Клафа и Питера Тейлора Бойер стал важной частью команды, которая выиграла множество трофеев, включая два Кубка европейских чемпионов (1979 и 1980), чемпионат Англии (1977/78) и два Кубка лиги (1978 и 1979).
В 1981 году Бойер ненадолго перешёл в «Сандерленд», но уже в следующем году вернулся в «Ноттингем Форест», где продолжил выступать до 1987 года. Всего за два периода в «Форест» он сыграл 564 матча и забил 96 голов.
После завершения карьеры в «Ноттингем Форест» Бойер стал играющим тренером в «Херефорд Юнайтед», где выиграл Кубок Уэльса в 1990 году. Свою игровую карьеру он завершил в клубе «Грантем Таун» в 1991 году.

## Тренерская карьера
После завершения игровой карьеры Бойер работал тренером и скаутом в различных клубах, включая «Плимут Аргайл», «Ротерем Юнайтед», «Бирмингем Сити» и снова «Ноттингем Форест». В 2006 году он стал помощником тренера в «Рашден энд Даймондс», а затем работал скаутом в «Портсмут» и «Блэкберн Роверс».